# Глезненська економія
Глезненська економія — колишній населений пункт у Глезненській сільській раді Любарського району Бердичівської округи Української СРР.

## Населення
Відповідно до перепису населення СРСР 17 грудня 1926 року, чисельність населення становила 45 осіб, з них 22 чоловіки та 23 жінки; за національністю: українців — 25, росіян — 3, поляків — 6, інших — 11. Кількість господарств — 12, всі — неселянського типу.

## Історія
Заснований у 1914 році. Входив до складу Деревицької волості Новоград-Волинського повіту Волинської губернії. У березні 1921 року, в складі волості, переданий до новоутвореного Полонського повіту Волинської губернії. У 1923 році увійшов до складу новоствореної Глезненської сільської ради, яка 7 березня 1923 року включена до складу новоутвореного Полонського району Шепетівської округи. 21 серпня 1924 року, в складі сільської ради, переданий до Любарського району Житомирської округи.
17 червня 1925 року Любарський район передано до складу Бердичівської округи. Відстань до центру сільської ради с. Глезне становила 0,5 версти, до районного центру, міст. Любар — 7 верст, до окружного центру в Бердичеві — 67 верст, до найближчої залізничної станції Печанівка — 16 верст.
Виключений з обліку населених пунктів до 1 жовтня 1941 року.